# Larry Page
Lawrence Edward „Larry” Page (n. 26 martie 1973, East Lansing, Michigan, SUA) este un om de afaceri american, co-fondator al companiei Google, împreună cu Sergey Brin.
El este director executiv la Google precum și lider de dezvoltare a companiei de produse și strategia de tehnologie. El a co-fondat Google împreună cu Sergey Brin în anul 1998, în timp ce își dădeau doctoratul la Universitatea Stanford. Din anul 2001 până în anul 2011 a fost președintele produselor.